# 김범준 (가수)
김범준(1991년 8월 23일 ~ )은 대한민국의 가수다.

## 방송
- 트롯 전국체전 (2020) - Top87
- 가요무대(2018,2019,2020)

## 음반
- 사랑할 때 굿바이 (2018)
- 너는 내 운명 (2020)